# マラバール・フィッシュ・カレー
マラバール・フィッシュ・カレー(Malabar matthi curry)は、インドのゴア州の料理である。イワシと、オクラやタマネギ等の野菜をケララ州スタイルのカレーで軽く煮込んで作る。コメ、ナン、パン、タピオカ等とともに食べる。魚とコメが主食のケララ州、ゴア州、スリランカで人気がある。タマリンド果汁やココナッツミルクを加えることもある。

## 歴史
現代の料理の起源は、タミル・ナードゥ州とケララ州である。

## 市販品

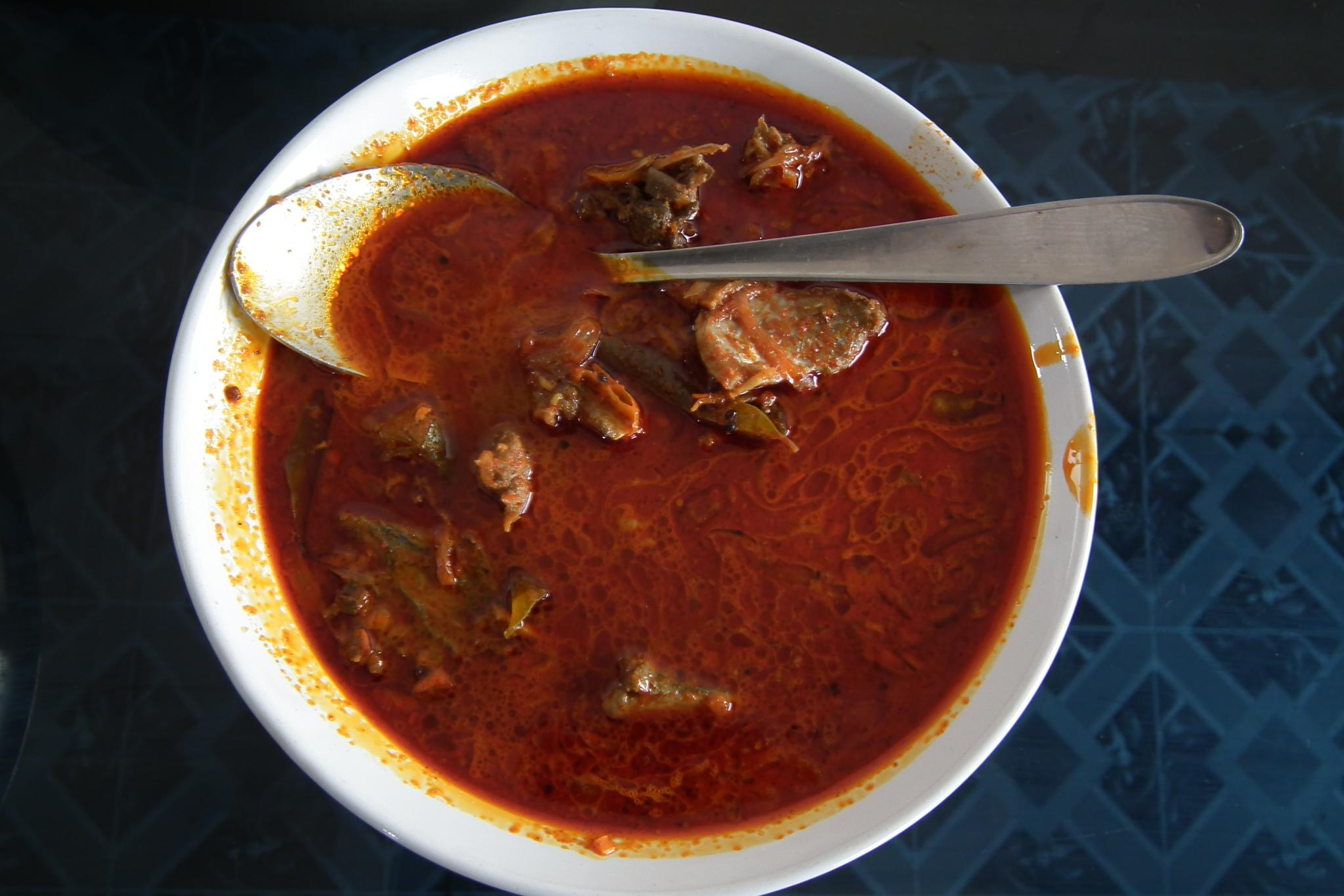
ケーララ州のスパイシーなフィッシュカレー

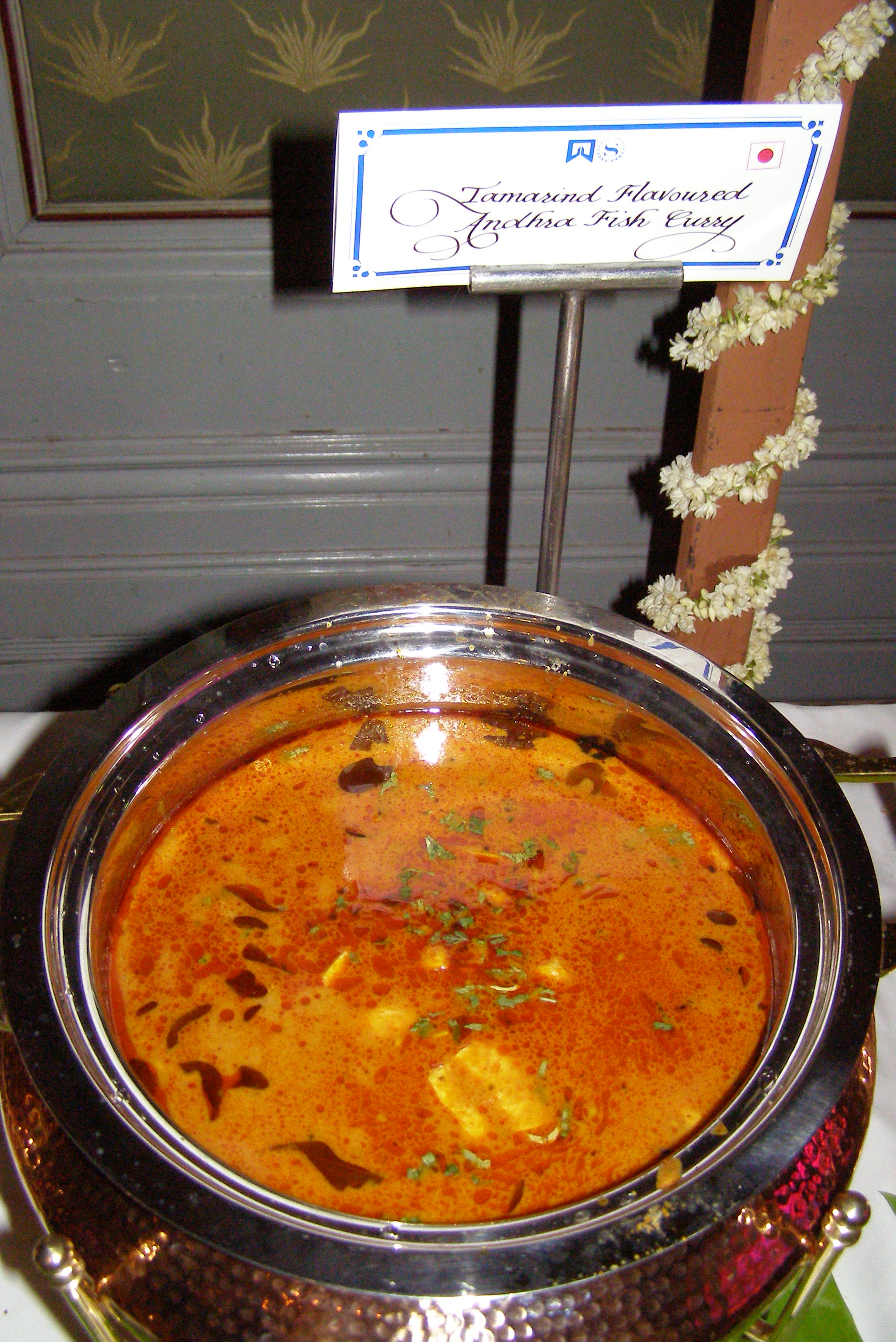
フィッシュカレー

フィッシュカレーは、スリランカやその他の国でも食べられている。大量生産・加工され、缶詰やパウチとして市販される。

### 関連文献
- For the Lenten Season. Food.. Good Housekeeping (Springfield, Mass). (March 15, 1890). pp. 218. Volume 10, Number 10 2012年2月21日閲覧。 (Cooking with fish and curry.)